# Ceiupaba lineata
Ceiupaba lineata är en skalbaggsart som beskrevs av Martins och Maria Helena M. Galileo 1998. Ceiupaba lineata ingår i släktet Ceiupaba och familjen långhorningar. Inga underarter finns listade.